# Rhoptria exculta
Rhoptria exculta är en fjärilsart som beskrevs av Butler 1881. Rhoptria exculta ingår i släktet Rhoptria och familjen mätare. Inga underarter finns listade.